# Michaela Kubečková
Michaela Kubečková, född den 16 januari 2002, är en tjeckisk innebandysspelare som spelar för svenska FBC Kalmarsund och tjeckiska damlandslaget.
Nela Jiráková har med det tjeckiska landslaget tagit ett brons i VM år 2023.